# Pere Godall
Pere Godall i Gandia (Tarragona, 10 de diciembre de 1920 - 9 de marzo de 2017) fue un músico, trabajador de banca y excombatiente catalán de la guerra civil española. Con solo 17 años, formó parte de la 227a Brigada mixta de la 42a División republicana con la cual luchó a la batalla del Ebro en el verano de 1938, en el que se conocía como leva del Biberón.

## Biografía
Fue pianista, arreglista y compositor musical. Estudió música con los profesores maestros Ritort i Faus y el padre Antoni Tàpies, y con tan solo quince años creó y dirigió con sus hermanos el Trío Godall, al año siguiente reconvertido en una Orquesta Godall integrada por nuevo músicos. Posteriormente fundó y dirigió las orquestas Continental y Windsor. De año 1947 a 1962 fue director musical de RadioTarragona, ejerciendo en paralelo como profesor de música. En 1984, al jubilarse, fundó junto con Antoni Panadés Aiguadé y Bernardo Ríos, una formación tarraconense no profesional de músicos veteranos llamada Mundo Campo. Como compositor, fue autor de Siempre juntos, de Castellers de Tarragona y otras obras dedicadas a su ciudad natal grabadas por Bernardo Ríos Albesa, y fue arreglista musical del álbum Tarragona en fiestas.
Pionero en la recuperación de la memoria de la Leva del Biberón, en 1986 fundó la delegación tarraconense de la Agrupación de Supervivientes de la Leva del Biberón-41 (premio Cruz de Sant Jordi de 1999), que pasó a presidir dos años después. El 17 de mayo del 2009 fue elegido presidente de la Junta Regional de Cataluña de la Agrupación, ocupando el cargo hasta 2014. Junto con Josep Florecido fue promotor del Monumento de la Paz erigido en la década de los 80 en la cota 705 de la sierra de Pàndols. En los años siguientes, como presidente de la Agrupación fue el organizador de varios encuentros generales de toda Cataluña y de decenas de encuentros provinciales.
En 1941 había empezado a trabajar de auxiliar administrativo al Banco Español de Crédito en  Tarragona, haciendo carrera hasta llegar a ser director de varias oficinas y permaneciendo en dicha entidad hasta la jubilación. En 2003, el ayuntamiento de Tarragona le concedió el Diploma de Servicios Distinguidos por su trayectoria vital y artística, y en 2005 fue galardonado con la medalla al trabajo Presidente Macià. Su nieta Fàtima Pizà Godall escribió en 2014 el libro Una vida para recordar. Memorias de Pere Godall, recogiendo sus memorias.

## Grabaciones
- Bernardo Ríos canta a Tarragona. Barcelona: Discmedi. 1998. ref. DM 1054-04. Casete que contiene las siguientes piezas compuestas por Godall: Tarragona, Patrimoni de la Humanitat i Anem a tocar ferro, con letra de Bernardo Ríos (autor de Murallas de Tarragona); Tarragona Imperial, Les platges de Tarragona, La Rambla de Tarragona, Castellers de Tarragona, Tarragona i Reus, con letra de Joan Juncosa (guionista de Radio Tarragona i hermano del cantante Raül Abril); Tecles i Magins, Tarragona marinera, Ball de diables, El negrito i la negrita, con letra de Josep Bofarull i Guinovart.
- Ríos Albesa, Bernardo (intèrpret) (2001). Festa major tarragonina. Barcelona: Discmedi. ref. DM 1103-02. Contiene las piezas El seguici, El Magí de les timbales, La cançó del correfoc, El correfoc-Diables Voramar, acon letra de Jaume Fontanet i Torres; La geganta i Tecles i Magins, con letra de Josep Bofarull; Tarragona, Tarragona i L'havanera a la nit, con letra de A.Sirisi Parreu; Els castellers de Tarragona i Les platges de Tarragona, de Joan Juncosa; Anem a tocar ferro i Tarragona, Patrimoni de la Humanitat, con letra de Bernardo Ríos.
- Ríos Albesa, Bernardo (2006). Tarragona en festes. Barcelona: Discmedi. ref. DM-1202-02 Blau.